# ロブ・ネン
ロバート・アレン・ネン（Robert Allen Nen, 1969年11月28日 - ）は、アメリカ合衆国・カリフォルニア州サンペドロ出身の元プロ野球選手（投手）。父は元メジャーリーガーのディック・ネン。
現役時代は、フロリダ・マーリンズ及びサンフランシスコ・ジャイアンツで、1994年から2002年にかけて、MLBを代表するクローザーとして活躍。2001年に最多セーブ投手に輝き、通算では314セーブを記録した。

## 経歴

### プロ入り前
ロスアラミトス高校では三塁手兼投手として活躍。チームメイトにはJ.T.スノーがいた。

### レンジャーズ時代
1987年のMLBドラフトでテキサス・レンジャーズから32巡目（全体831位）に指名を受け入団。
1993年4月10日のボストン・レッドソックス戦でメジャーデビュー。しかし防御率6.35、22.2イニングを投げて26四球を記録。

### マーリンズ時代
1993年7月17日にクリス・カーペンターとのトレードでカート・ミラーと共にフロリダ・マーリンズへ移籍。移籍後も防御率7.02と打ち込まれた。
1994年も当初は敗戦処理の役割だったが徐々に安定感を増し、6月からはクローザーとして起用される。1994年から1995年のMLBストライキでシーズンが打ち切られたが、15セーブ、防御率2.95の好成績を記録した。
1995年は23セーブ、1996年は35セーブ、防御率1.95を記録し、メジャー屈指のクローザーに成長する。
1997年は前年と同じ35セーブを記録したものの防御率は3.89と悪化。それでもチームはワイルドカードを獲得し、アトランタ・ブレーブスとのリーグチャンピオンシップシリーズでは2セーブを記録して、球団創設以来初のリーグ優勝に貢献。クリーブランド・インディアンスとのワールドシリーズでは本調子ではない投球内容であったが2セーブを記録し、シリーズ制覇の立役者となった。このポストシーズンではネンが登板した試合はすべて勝利を収めた。このシリーズで記録した102mph（164.1km/h）は、現在もシリーズ最速記録である。

### ジャイアンツ時代
1997年11月18日にトレードでサンフランシスコ・ジャイアンツへ移籍。
1998年はオールスターゲームに初めて選出される。自身初の40セーブ、防御率1.52、110奪三振を記録。
2000年に、4勝3敗41セーブ、防御率1.50、92奪三振の成績で、チームの地区優勝に貢献。ニューヨーク・メッツとのディビジョンシリーズでは第3戦でセーブに失敗して延長の末敗れ、チームも1勝3敗で敗退した。サイ・ヤング賞の投票では4位に入った。
2001年は安定感はいまひとつだったが、4勝5敗45セーブを記録して最多セーブのタイトルを獲得した。
2002年は3度目のオールスターゲーム選出を果たす。8月6日のシカゴ・カブス戦で通算300セーブを達成。6勝2敗43セーブ、防御率2.20を記録し、チームのワイルドカード獲得に貢献。ディビジョンシリーズ、リーグチャンピオンシップシリーズでは計5セーブを記録し、チームは13年ぶりのリーグ優勝を果たす。アナハイム・エンゼルスとのワールドシリーズでは、第1戦及び第4戦でセーブを記録。3勝2敗と王手をかけた第6戦の8回、リードした場面で登板したが、トロイ・グロースに逆転の二塁打を浴びて痛恨のセーブ失敗（この試合が現役最後の登板になってしまった）。第7戦も敗れてシリーズ制覇はならなかった。
2003年、2004年は右肩の故障でプレイできなかった。
2005年2月に引退。ネンの300セーブを記念したプレートがAT&Tパークに飾られた。

## 選手としての特徴
投球前につま先を軽く叩くという独特の投法からの最速102mph（約164km/h）の速球と、ターミネーターの異名を持つスライダーを武器とし、特にホームベース上で縦方向に急激に変化するスライダーは90mph前半の球速を誇った。
入場曲は、ディープ・パープルの『スモーク・オン・ザ・ウォーター』だった。
好調時のネンの投球は、他球団の脅威であった。ナショナルリーグのライバルチームの監督は、「いかにネンを攻略するか」ではなく、「いかにネンをマウンドに上げさせないか」という結論に達していたという。

## 詳細情報

### 年度別投手成績
| 年 度     | 球 団     | 登 板 | 先 発 | 完 投 | 完 封 | 無 四 球 | 勝 利 | 敗 戦 | セ 丨 ブ | ホ 丨 ル ド | 勝 率 | 打 者 | 投 球 回 | 被 安 打 | 被 本 塁 打 | 与 四 球 | 敬 遠 | 与 死 球 | 奪 三 振 | 暴 投 | ボ 丨 ク | 失 点 | 自 責 点 | 防 御 率 | W H I P |
| --------- | --------- | ----- | ----- | ----- | ----- | -------- | ----- | ----- | -------- | ----------- | ----- | ----- | -------- | -------- | ----------- | -------- | ----- | -------- | -------- | ----- | -------- | ----- | -------- | -------- | ------- |
| 1993      | TEX       | 9     | 3     | 0     | 0     | 0        | 1     | 1     | 0        | 0           | .500  | 113   | 22.2     | 28       | 1           | 26       | 0     | 0        | 12       | 2     | 1        | 17    | 16       | 6.35     | 2.38    |
| 1993      | FLA       | 15    | 1     | 0     | 0     | 0        | 1     | 0     | 0        | 0           | 1.000 | 159   | 33.1     | 35       | 5           | 20       | 0     | 0        | 27       | 4     | 0        | 28    | 26       | 7.02     | 1.65    |
| '93計     | FLA       | 24    | 4     | 0     | 0     | 0        | 2     | 1     | 0        | 0           | .667  | 272   | 56.0     | 63       | 6           | 46       | 0     | 0        | 39       | 6     | 1        | 45    | 42       | 6.75     | 1.95    |
| 1994      | FLA       | 44    | 0     | 0     | 0     | 0        | 5     | 5     | 15       | 0           | .500  | 228   | 58.0     | 46       | 6           | 17       | 2     | 0        | 60       | 3     | 2        | 20    | 19       | 2.95     | 1.09    |
| 1995      | FLA       | 62    | 0     | 0     | 0     | 0        | 0     | 7     | 23       | 0           | .000  | 279   | 65.2     | 62       | 6           | 23       | 3     | 1        | 68       | 2     | 0        | 26    | 24       | 3.29     | 1.29    |
| 1996      | FLA       | 75    | 0     | 0     | 0     | 0        | 5     | 1     | 35       | 0           | .833  | 326   | 83.0     | 67       | 2           | 21       | 6     | 1        | 92       | 4     | 0        | 21    | 18       | 1.95     | 1.06    |
| 1997      | FLA       | 73    | 0     | 0     | 0     | 0        | 9     | 3     | 35       | 0           | .750  | 334   | 74.0     | 72       | 7           | 40       | 7     | 0        | 81       | 5     | 0        | 35    | 32       | 3.89     | 1.51    |
| 1998      | SF        | 78    | 0     | 0     | 0     | 0        | 7     | 7     | 40       | 0           | .500  | 357   | 88.2     | 59       | 4           | 25       | 5     | 1        | 110      | 3     | 0        | 21    | 15       | 1.52     | 0.95    |
| 1999      | SF        | 72    | 0     | 0     | 0     | 0        | 3     | 8     | 37       | 0           | .273  | 320   | 72.1     | 79       | 8           | 27       | 3     | 0        | 77       | 5     | 0        | 36    | 32       | 3.98     | 1.47    |
| 2000      | SF        | 68    | 0     | 0     | 0     | 0        | 4     | 3     | 41       | 0           | .571  | 256   | 66.0     | 37       | 4           | 19       | 1     | 2        | 92       | 5     | 0        | 15    | 11       | 1.50     | 0.85    |
| 2001      | SF        | 79    | 0     | 0     | 0     | 0        | 4     | 5     | 45       | 0           | .444  | 312   | 77.2     | 58       | 6           | 22       | 6     | 1        | 93       | 2     | 0        | 28    | 26       | 3.01     | 1.03    |
| 2002      | SF        | 68    | 0     | 0     | 0     | 0        | 6     | 2     | 43       | 0           | .750  | 301   | 73.2     | 64       | 2           | 20       | 8     | 1        | 81       | 1     | 0        | 19    | 18       | 2.20     | 1.14    |
| MLB：10年 | MLB：10年 | 643   | 4     | 0     | 0     | 0        | 45    | 42    | 314      | 0           | .517  | 2983  | 715.0    | 607      | 51          | 260      | 41    | 7        | 793      | 36    | 3        | 266   | 237      | 2.98     | 1.21    |

- 各年度の太字はリーグ最高

### 年度別守備成績
| 年 度 | 球 団 | 投手（P） | 投手（P） | 投手（P） | 投手（P） | 投手（P） | 投手（P） |
| 年 度 | 球 団 | 試 合     | 刺 殺     | 補 殺     | 失 策     | 併 殺     | 守 備 率  |
| ----- | ----- | --------- | --------- | --------- | --------- | --------- | --------- |

### タイトル
- 最多セーブ投手：1回（2001年）

### 記録
- MLBオールスターゲーム選出：3回（1998年、1999年、2002年）

### 背番号
- 31（1993年 - 2002年）